# Лагункулярия
Лагункуля́рия, или Лагункулария (лат. Laguncularia) — монотипный род растений семейства Комбретовые.
Единственный представитель — Лагункулярия кистевидная (лат. Laguncularia racemosa), или белое мангровое дерево — мангровое дерево с развесистой кроной.

## Описание
Вечнозелёное дерево с раскидистой кроной нерегулярной формы. Высота до 12 м, диаметр ствола до 30 см. Трещиноватая грубая кора серо-коричневого цвета, с внутренней стороны светло-коричневая.
Заметной чертой лагункуларии являются ходульные корни, часто развиваются пневматофоры. Листья супротивные, эллиптические, закруглены с обоих концов, гладкие, кожистые, слегка мясистые, без видимых жилок, длина 4—10 см, ширина 2,5—5 см, на черешках имеются две железы в виде бугорков. Беловатые цветки имеют размер 5 мм и колоколообразную форму, 5 лепестков длиной 1 мм, и 10 тычинок. Цветёт с июля по октябрь. Для миндалевидных плодов характерна вивипария. Пористый пробкообразный околоплодником обеспечивает плавучесть плодов, что способствует распространению водой.
- Листья
- Цветки
- Корни

## Места произрастания
Произрастает в манграх, в местах, регулярно затопляемых приливами, отделённых от моря древостоем ризофоры или авиценнии.
Ареал находится в Америке и на атлантическом побережье Африки. На восточном берегу Америки простирается от  28°50' с. ш. во Флориде до 28°30' ю. ш. в Бразилии, захватывая Антильские острова, но не захватывая Карибские Нидерланды и остров Доминика. На западном побережье Америки лагункулярия встречается от 29°17' с. ш. в Мексике до 5°32' в Перу. Вдоль западного побережья Африки ланкулярия произрастает в Анголе, Камеруне, Кот-д’Ивуаре, Конго, Габоне, Гамбии, Гане, Гвинее, Гвинее-Бисау, Нигерии, Сенегале и Сьера-Леоне